# Kapyl
Kapyl (bělorusky Капыль, rusky Копыль – Kopyl, polsky Kopyl, litevsky Kapylius, v jidiš קאפוליע‎) je město v Minské oblasti v Bělorusku. K roku 2017 v něm žilo 9,5 tisíce obyvatel.

## Poloha a doprava
Kapyl leží na říčce Maže, pravém přítoku Morače v povodí Sluče, přítoku Pripjati. Od Minsku, hlavního města republiky i správního centra oblasti, je vzdálen přibližně 90 kilometrů jihozápadně. Bližší větší město je Sluck ležící přibližně 34 kilometrů jihovýchodně od Kapylu.
Nejbližší železniční stanice je ve vesnici Cimkaviči přibližně devět kilometrů jižně od Kapylu na trati z Minsku do města Asipovičy.

## Dějiny
První zmínka o Kapylu je z roku 1274. Městem typu magdeburského práva se Kapyl stal v roce 1652. Od Druhého dělení Polska byl součástí ruského impéria.

### Rodáci
- Mendele Mocher Sforim (1836–1918), hebrejský spisovatel